# Sușîbaba, Turiisk
Sușîbaba (în ucraineană Сушибаба) este un sat în comuna Ozereanî din raionul Turiisk, regiunea Volînia, Ucraina.

## Demografie
Componența lingvistică a localității Sușîbaba
     Ucraineană (99,18%)
     Alte limbi (0,82%)
Conform recensământului din 2001, majoritatea populației localității Sușîbaba era vorbitoare de ucraineană (99,18%), existând în minoritate și vorbitori de alte limbi.